# Edmund Cięglewicz
Edmund Cięglewicz (ur. 18 października 1862 w Jaśle, zm. 10 lipca 1928 w Krakowie) – dziennikarz krakowski, tłumacz autorów starożytnych, turysta i taternik.
W latach 1893–1900 nauczyciel w Gimnazjum Św. Anny i Gimnazjum Sobieskiego w Krakowie. Redaktor i wydawca pisma „Giewont. Tygodnik zakopiański poświęcony sprawom uzdrowiska i Tatr” (1902).

## Przekłady
Arystofanes:
- Żaby (wydano w 1906)[5],
- Chmury (1907)[6],
- Gromiwoja (tj. Lizystrata) (1910)[7],
- Babie koło (tj. Sejm kobiet), nie wyszło drukiem, było wystawiane w 1920 r. w jednym z warszawskich teatrów.